# Меленг, Люсьен Этьен
Люсьен Этьен Меленг (фр. Lucien-Étienne Mélingue; 18 декабря 1841, Париж — 5 декабря 1889, Экс-ле-Бен) — французский исторический живописец.

## Биография
Родился в Париже в семье известного в своё время актёра и скульптор-любителя Этьена Марена Меленга и его супруги, также актрисы, Теодорины Тиссе, игравшей на сцене Комеди-Франсез и известной под кратким сценическим именем «мадам Меленг» (до замужества — «мадемуазель Теодорина»).
И Люсьен, и его старший брат Гастон выбрали для себя карьеру художников. Люсьен Меленг учился живописи у Леона Конье, Пьера Жиро и Жана-Леона Жерома. С 1861 года он регулярно выставлял свои картины на ежегодных Парижских салонах. Его картина, изображающая раненого Робеспьера, лежащего на столе с окровавленной челюстью после Термидорианского переворота, выставленная на Салоне 1877 года, произвела особенно большое впечатление на публику, и, как считается, способствовала пробуждению новой волны интереса французов к этой спорной исторической фигуре. За эту картину Меленг получил медаль Салона 1-й степени.
Как художник, Меленг специализировался в основном на сценах из недавней французской истории. Его работы отличает как внимание к исторической достоверности, так и несомненное мастерство. В 1880 году художник был награждён орденом Почётного легиона.
Люсьен Этьен Меленг скончался в 1889 году в Экс-ле-Бене, не дожив даже до 50 лет. Сегодня его картины хранятся в коллекциях Музея изящных искусств Дижона, музея Французской революции в Визие, музея Ламбине (музее города Версаля) и в ряде других. Некоторые картины Меленга, в том числе картина «Quatrième discours des Dames galantes de Brantôme», хранившаяся в музее изящных искусств Кана (Нормандия), были уничтожены в результате событий Второй мировой войны, другие время от времени всплывают на аукционах и находятся в частных собраниях.

## Галерея

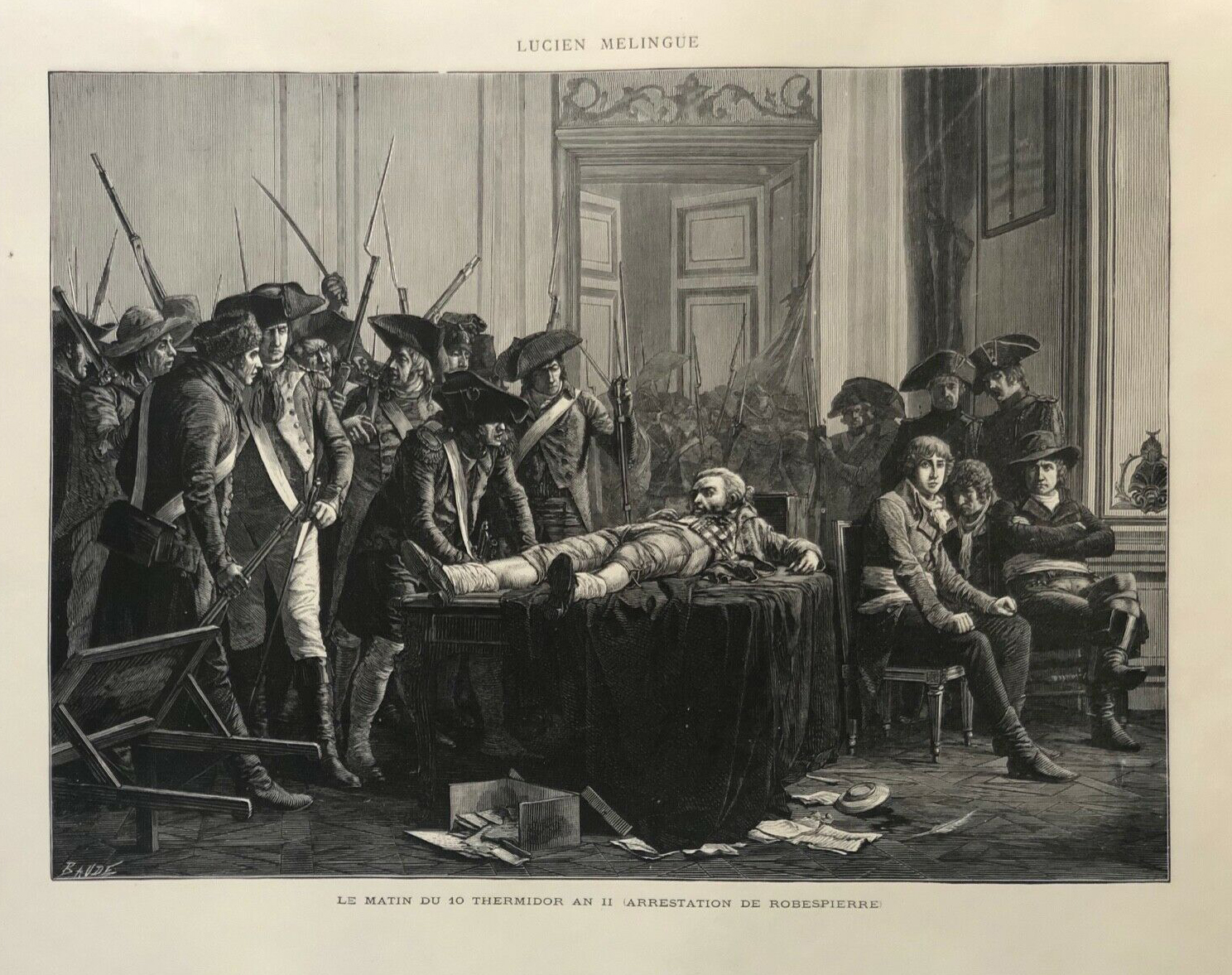
Утро десятого термидора (раненый Робеспьер). Гравюра с картины Меленга
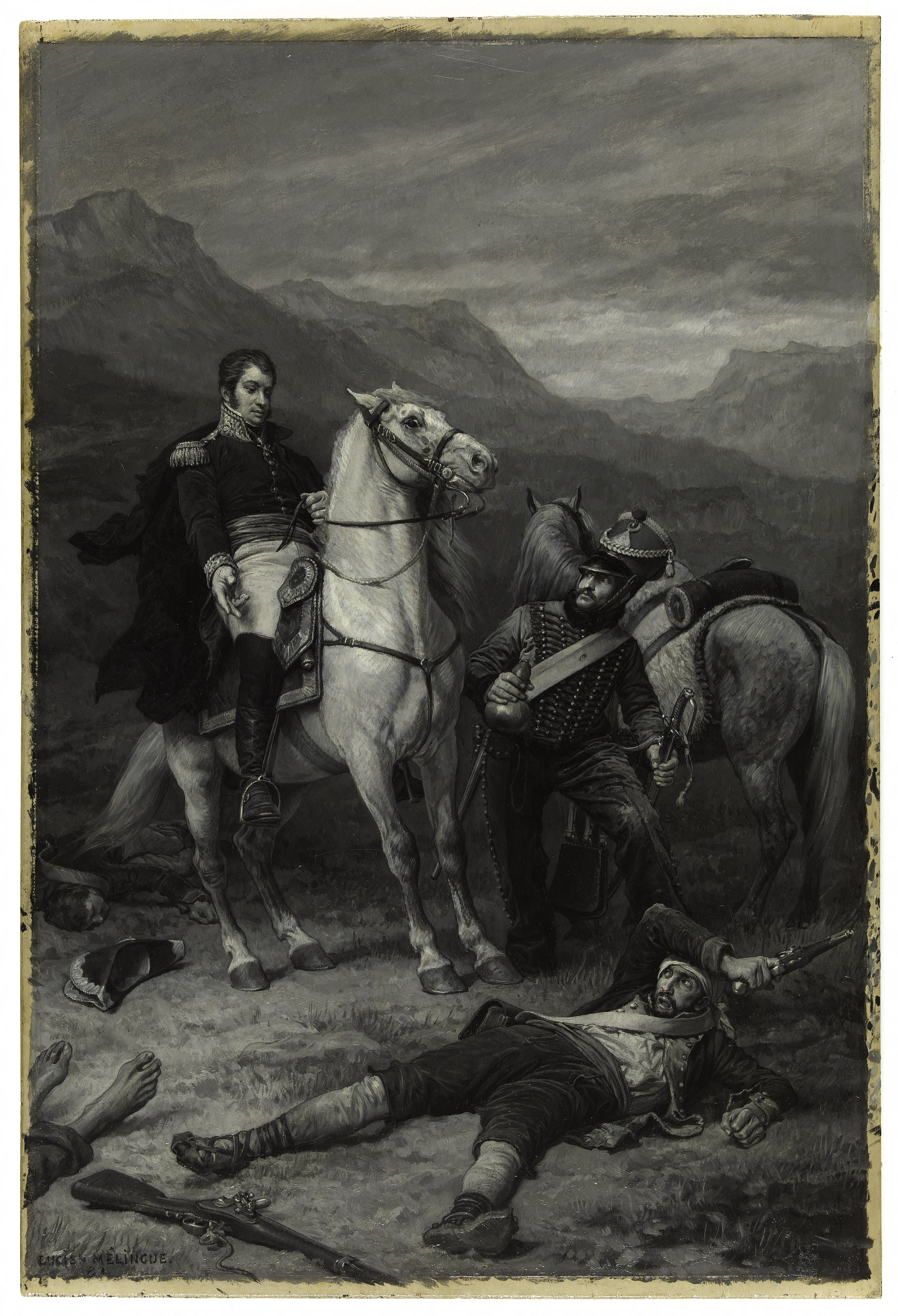
После сражения. Эпизод Пиренейской войны. 1881, Дом-музей Виктора Гюго, Париж
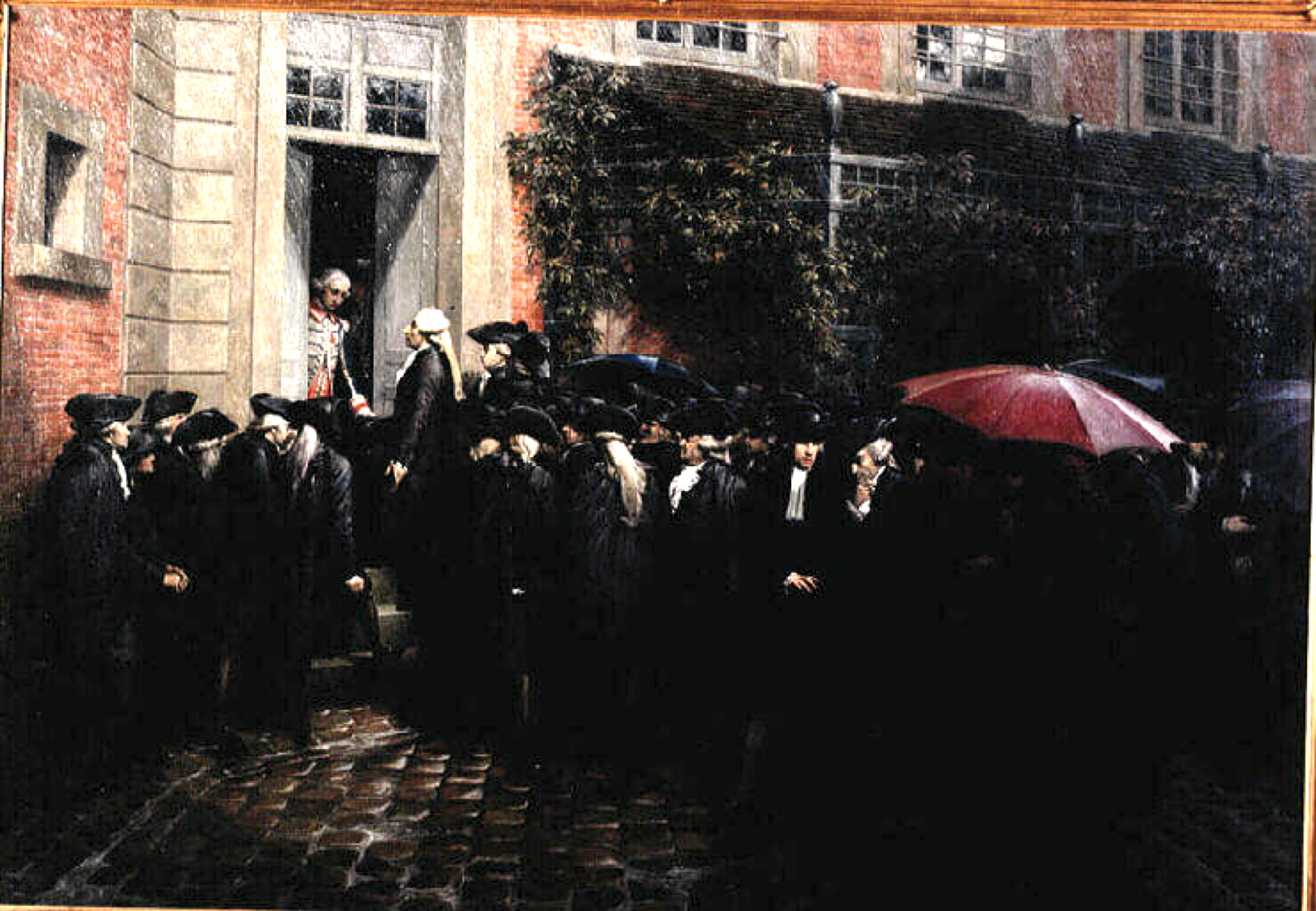
Депутаты от третьего сословия перед открытием Генеральных штатов 1789 года. 1884, Музей Ламбине, Версаль
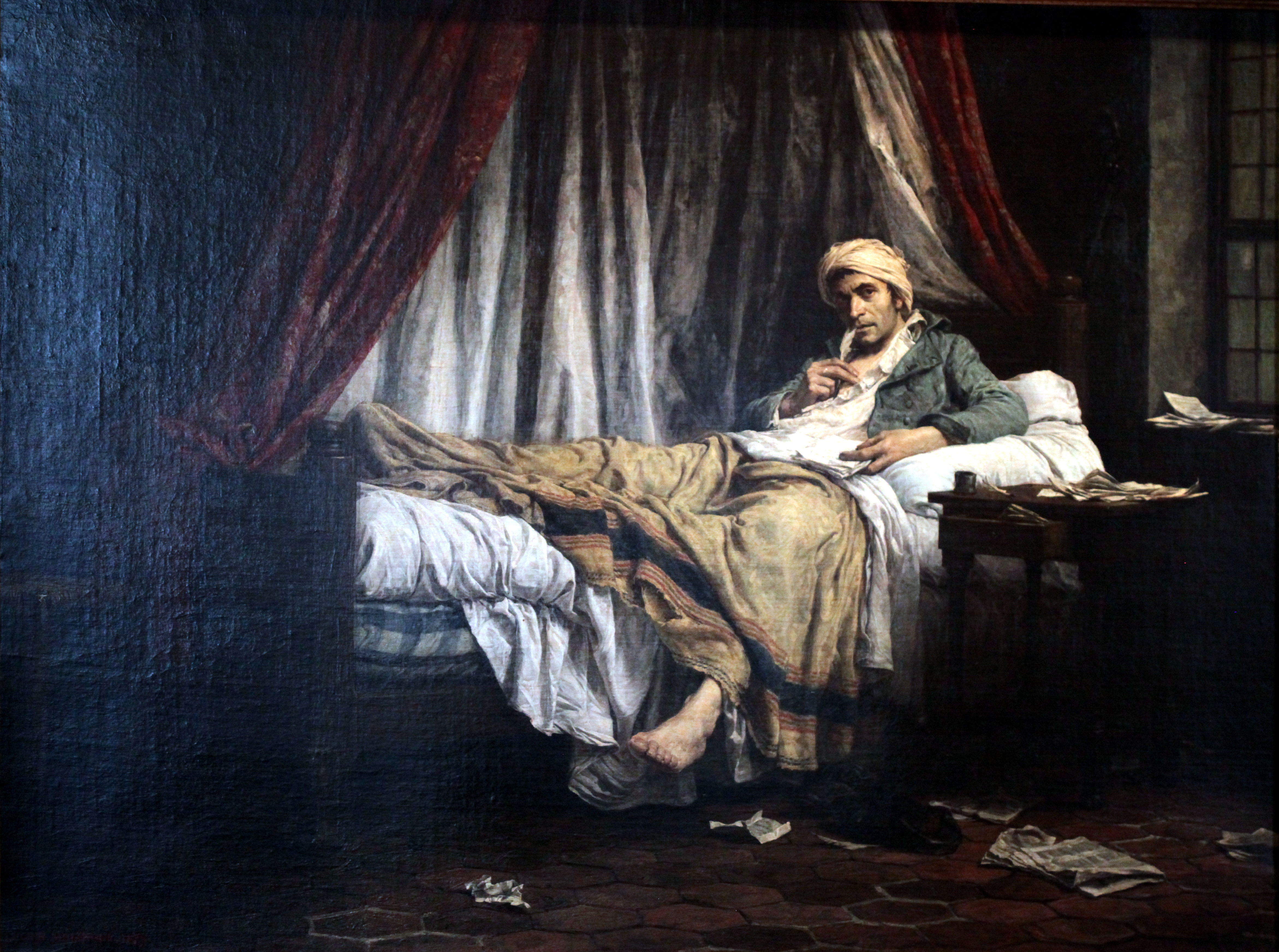
Жан-Поль Марат. 1879, Музей Французской революции, Визий
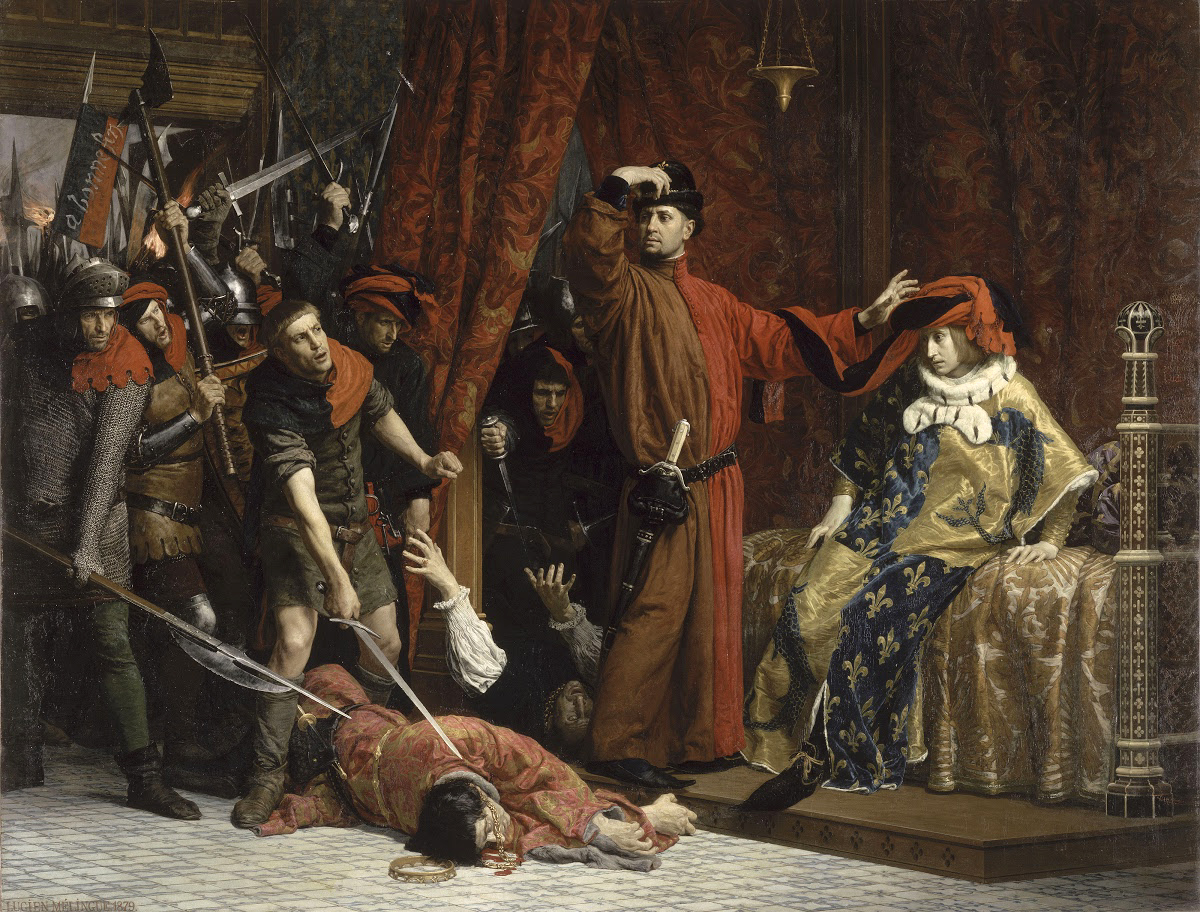
Купеческий прево Парижа Этьен Марсель и дофин Карл Французский. 1879, Музей Орсе
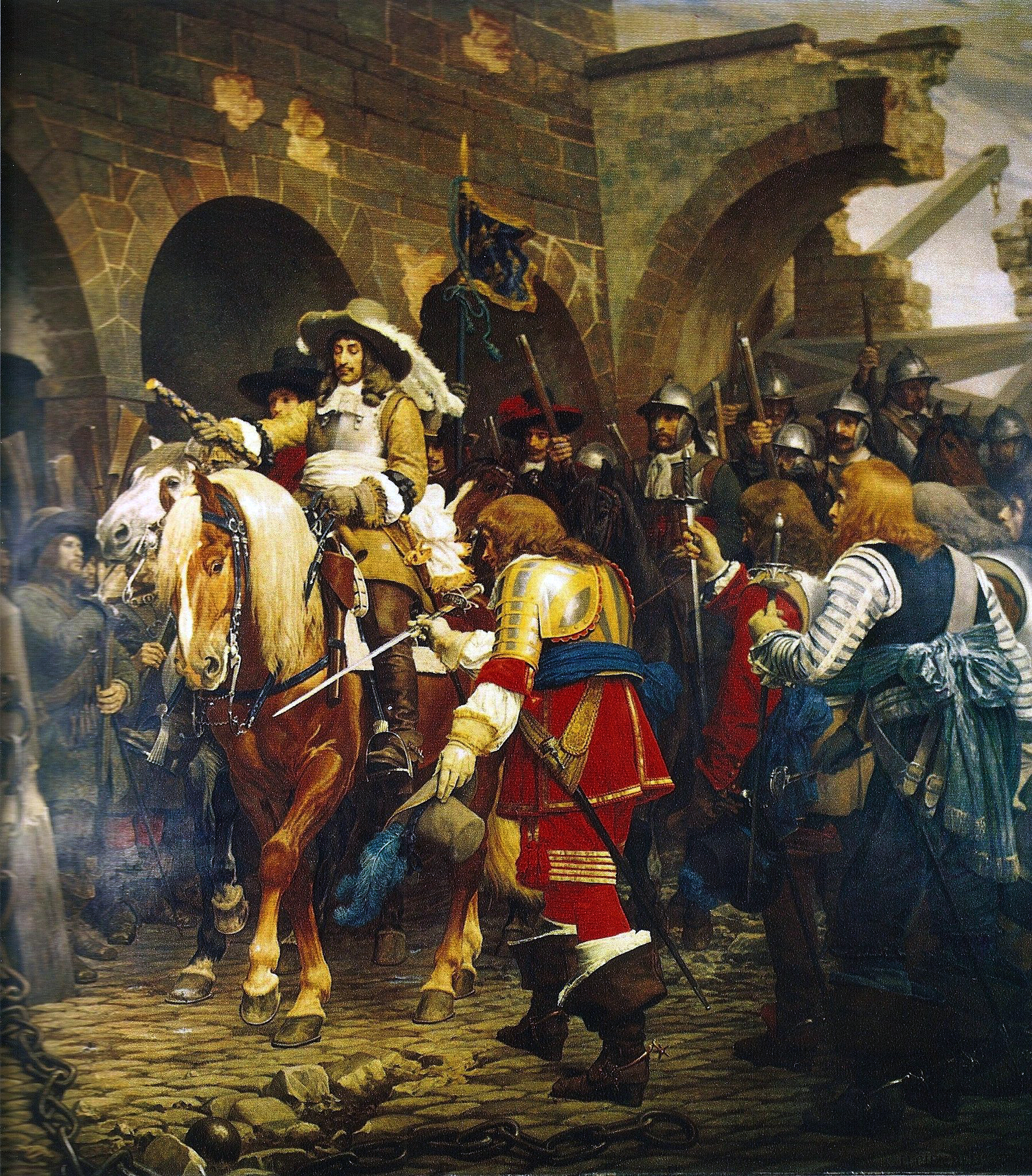
Маршал Франции де Лаферте в 1654 году принимает капитуляцию Бельфора и шпагу коменданта графа де ла Сюза. Ратуша Бельфора